# Wuerhosaurus homheni
Wuerhosaurus homheni  es una especie y tipo del género extinto Wuerhosaurus ("reptil de Wuerho") de dinosaurio tireóforo estegosáurido, que vivió a principios del período Cretácico hace 130 millones de años durante el Hauteriviense, en lo que es hoy Asia. 
W. homheni probablemente era un animal de cuerpo grande. Gregory S. Paul en 2016 estimó su longitud en 7 metros y con un peso de 4 toneladas Solo se han hallado algunos huesos dispersos, lo que hace difícil realizar una reconstrucción completa. Al principio se creyó que sus placas dorsales eran mucho más redondeadas y bajas que las de otros estegosáuridos, pero Maidment estableció que esto era un ilusión causada por la rotura de las piezas, su forma real es desconocida.

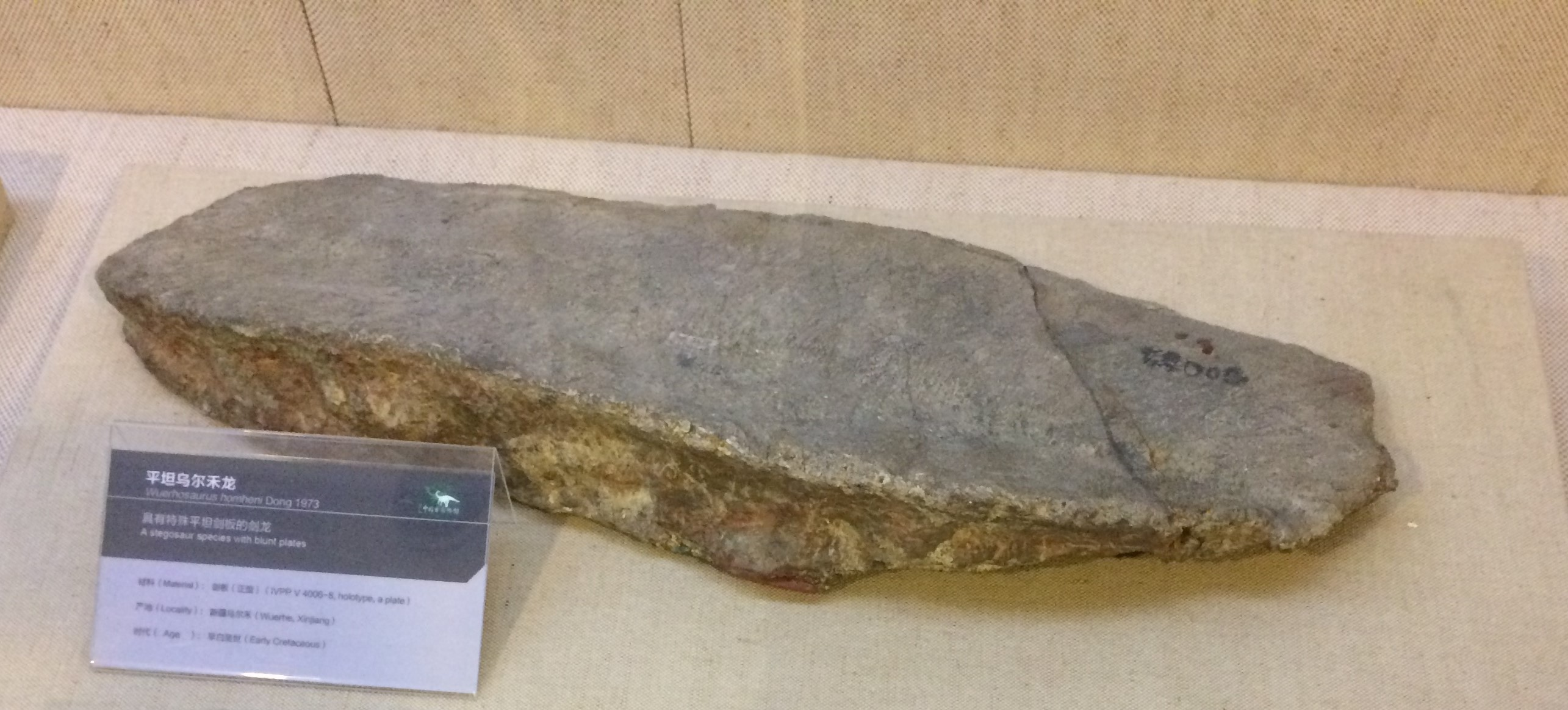
Placa de W. homheni, Museo Paleozoológico de China.

W. homheni es la especie tipo del género, siendo descrita por Dong Zhiming en 1973 a partir de fósiles hallados en el Grupo Tugulu en Xinjiang, al oeste de China. El nombre del género se deriva de la ciudad de Wuerho. Se descubrieron tres localidades separadas que contenían material del nuevo estegosaurio. 64043-5, 64043 y 64045. Los restos consistían del espécimen holotipo, IVPP V.4006, un esqueleto fragmentario sin cráneo, y el paratipo IVPP V.4007. El material del holotipo incluye un sacro y una pelvis mayormente completa que carece de isquion, las primeras vértebras caudales, dos vértebras dorsales, un escapulocoracoides, un húmero y falange, así como dos placas dérmicas. El individuo del paratipo está conformado por tres vértebras caudales posteriores y una ulna parcial, y además Dong refirió un isquion parcial de la tercera localidad a Wuerhosaurus.
La esepcie tipo, W. homheni, es conocida del Grupo Tugulu, la edad aproximada de Wuerhosaurus es de 130 millones de años, basándose en la datación aproximada de la fauna de Tsaganstabian, y por lo tanto este estegosaurio habría vivido en la época Hauteriviense, la cual es aproximadamente contemporánea con el Grupo Wealden del Reino Unido, en el cual se ha hallado otros fósiles de estegosaurios.  Las huellas de estegosaurio del Grupo Tugulu en la provincia de Xinjiang, China, han sido atribuidas como registradas por individuos de W. homheni. Estas huellas incluyen las huellas de estegosaurio más pequeñas del mundo, que miden 5,7 centímetros de largo, lo que indica un dinosaurio que tenía aproximadamente el tamaño de un gato.